# 赵克俭
赵克俭（1958年—），汉族，中华人民共和国政治人物、第十一届全国政协委员。
加入中国共产党，担任中国电子科技集团公司第二十八研究所副总工程师。2008年，当选第十一届全国政协委员，代表科学技术界，分入第二十九组。